# Jean-Claude Tissot
Pour les articles homonymes, voir Tissot.
Jean-Claude Tissot, né le 22 septembre 1963, est un homme politique français. 
Membre du Parti socialiste, il est sénateur de la Loire depuis 2017 et est maire de Saint-Marcel-de-Félines de 2008 à 2017.

## Biographie
Jean-Claude Tissot est agriculteur et membre de la Confédération paysanne.
En mars 2008, il est élu maire de Saint-Marcel-de-Félines, puis réélu en mars 2014. Il est conseiller général du canton de Néronde de 2008 à 2015.
De 2008 à 2014, il occupe la fonction de vice-président de la communauté de communes de Balbigny, avant d'en devenir le président de 2014 à 2017.
Durant l'année 2017, Jean-Claude Tissot est également vice-président de la communauté de communes de Forez-Est.

### Sénateur de la Loire
Le 24 septembre 2017, il est élu sénateur de la Loire. Le 25 octobre 2017, Frédéric Lafougère lui succède à la mairie de Saint-Marcel-de-Félines.
En 2021, il est nommé membre titulaire du Conseil supérieur de l'énergie.
Depuis 2020, il occupe la fonction de Secrétaire du bureau du Sénat.
Le 24 septembre 2023, Jean-Claude Tissot est réélu sénateur pour un nouveau mandat.

## Mandats

### Mandat parlementaire
- Depuis le 1er octobre 2017 : Sénateur de la Loire

### Mandats locaux
- mars 2008 - 25 octobre 2017 : Maire de Saint-Marcel-de-Félines
- mars 2008 - mars 2015 : Conseiller général du canton de Néronde
- mars 2008 - mars 2014 : Vice-Président de communauté de communes de Balbigny
- mars 2014 - décembre 2016 : Président de communauté de communes de Balbigny
- janvier 2017 - octobre 2017 : Vice-président de la communauté de communes de Forez-Est
- Depuis le 25 octobre 2017 : Conseiller municipal de Saint-Marcel-de-Félines